# Corrado il Rosso
Corrado di Franconia o di Lotaringia, detto il Rosso (prima del 929 – 10 agosto 955), fu duca di Franconia dal 942 al 945 e duca di Lotaringia dal 943 al 953.

## Origine
Secondo il Reginonis Chronicon, Continuator Reginonis Trevirensis, era figlio del conte di Speyergau, di Nahegau e di Wormsgau, Guarniero (Werner) V e della moglie, di cui non si conosce il nome, ma che secondo alcuni storici era figlia del conte Corrado il Vecchio, capostipite dei Corradinidi, quindi sorella del duca di Franconia e re dei Franchi orientali, Corrado I. Per altri la madre era Hicha di Svevia (905 circa-950), figlia di Bucardo II di Svevia e di Regelinda della stirpe dei Burcardingi.
Guarniero V che era un nobile alla corte del re dei Franchi orientali e re di Lotaringia, Ludovico il Fanciullo, come ci conferma il documento nº 51 del Ludwik das kind diplomata, datato 4 novembre 906, in cui Ludovico cita la contea di Werner (comitatu Uuerenherii). La dinastia dei Sallii sembra discendesse dalla dinastia dei Guideschi per mezzo di Guarniero I.

## Biografia
Nel 942 circa, Corrado, oltre alle contee di Speyergau, di Nahegau e di Wormsgau, ricevute dal padre, ottenne anche territori addizionali come il Niddagau, assumendo il titolo di conte di Franconia (Ottone I, dopo la morte del duca Eberardo, l'aveva tenuta per sé) che era stato degli zii, Corrado I ed Eberardo.
Nel 943, egli fu investito anche del ducato di Lotaringia, dall'Imperatore Ottone I, come viene riportato dal Reginonis Chronicon, Continuator Reginonis Trevirensis e come conferma anche il Widukindi liber II, precisando che poi sposò la figlia di Ottone I (secondo lo storico britannico medievalista Austin Lane Poole, Corrado divenne duca di Lotaringia, nel 931).
Infatti, nel 947, come ci conferma il Reginonis Chronicon, Continuator Reginonis Trevirensisegli sposò Liutgarda, figlia di Ottone I e di Edith (figlia di Edoardo il Vecchio, Re d'Inghilterra), che era morta all'inizio di quell'anno. 

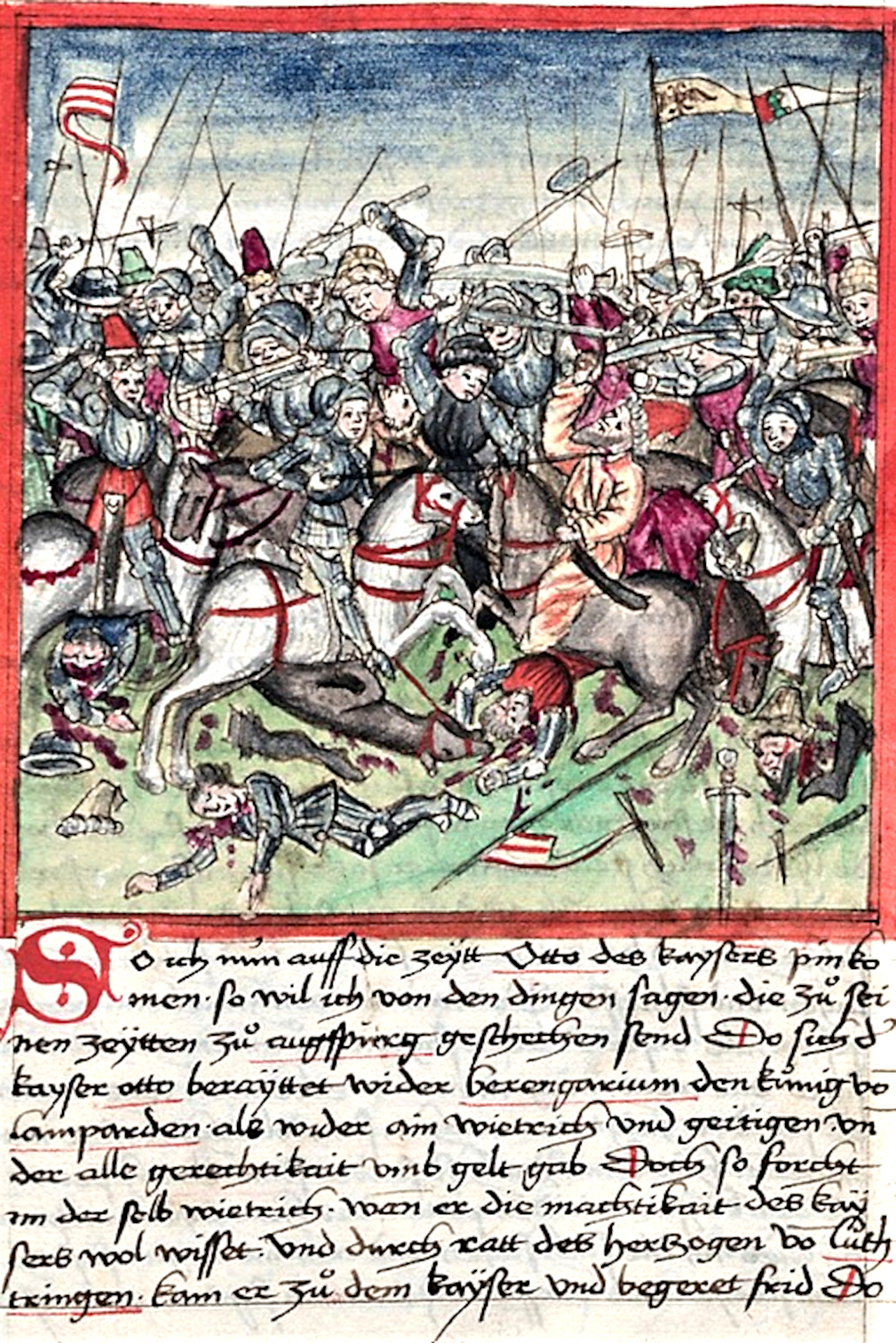
Battaglia di Lechfeld

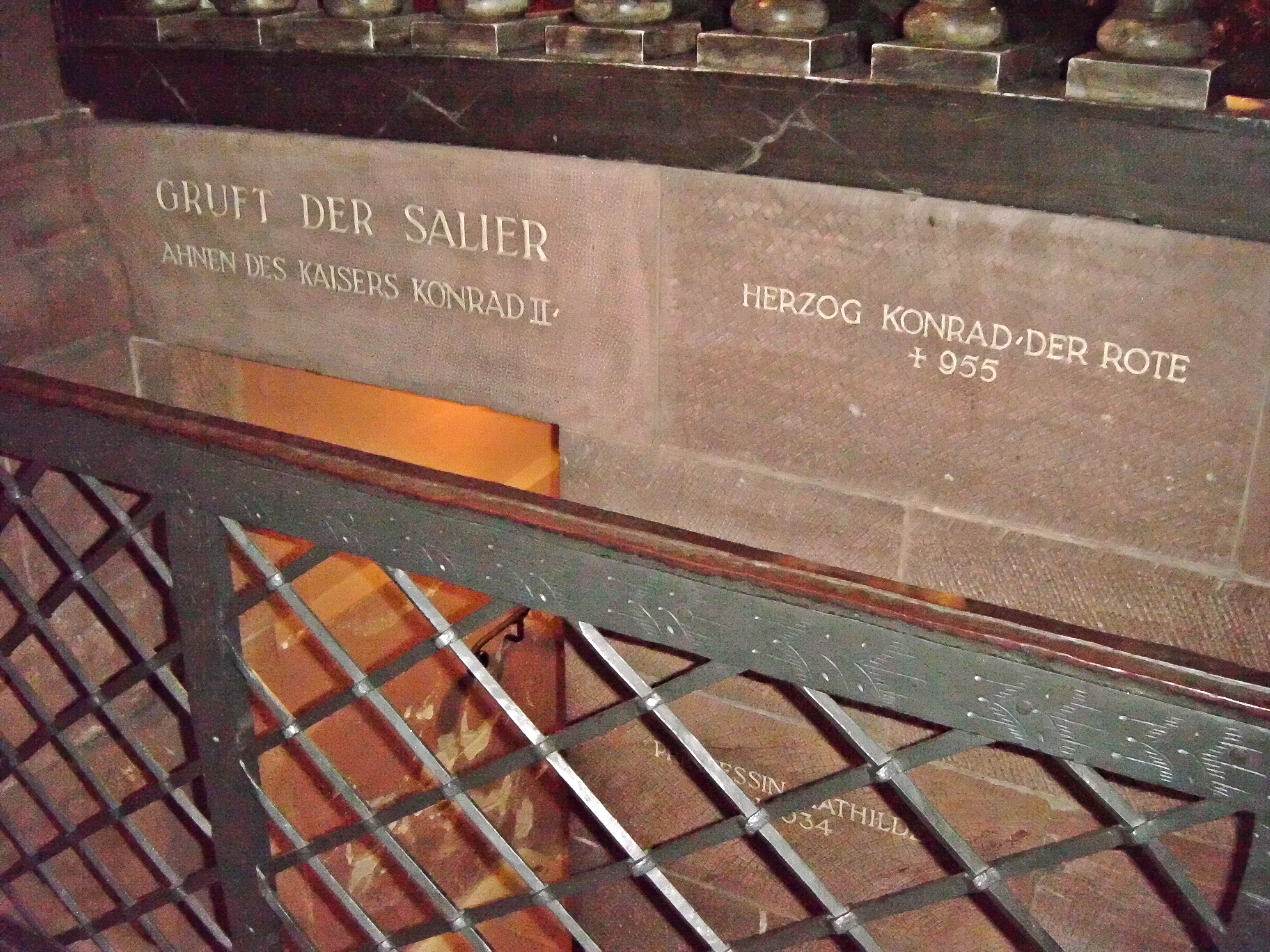
Ingresso alla tomba nella cattedrale di Worms

Nel frattempo, sia prima che dopo il matrimonio, Corrado venne citato, col titolo di duca, in diversi documenti, soprattutto degli Ottonis I diplomata:
- il 13 luglio 945, nel documento nº 70 (Cuonradi Lodariensis ducis)[7],
- il 17 dicembre 945, nel documento nº 71 (ducis nostri Cuonradi)[8],
- il 13 marzo 946, nel suo documento nº 13 del Urkundenbuch zur Geschichte des Bischöfe zu Speyer 13, p. 11 (Chuonradus dux Wernharii comitis filius)[9],
- il 14 febbraio 947, nel documento nº 87 (in comitatu Cuonradi ducis)[10],
- il 30 aprile 948, nel documento nº 100 (Cuonradi ducis)[11],
- il 1º giugno 949, nel documento nº 111 (Cuonradus dux)[12],
- il 22 novembre 949, nel documento nº 115, assieme alla moglie (ducis nostri Cuonradi eius coniugis filiæ nostræ Liutgartæ)[13].

Nel 950, alleato del re di Francia, Luigi IV, combatté contro Ugo il Grande.
Corrado scese in Italia, nel 951, assieme al suo re Ottone I e, nel 952, fu lasciato in Italia per combattere Berengario II, ma Corrado anziché combattere trovò un accordo e quando con Berengario rientrò in Germania per ratificare l'accordo, non fu accolto molto bene da Ottone I.

### La ribellione
Nel 953, Corrado, a Magonza, appoggiò il cognato, Liudolfo, duca di Svevia, figlio primogenito di Ottone I, a ottenere dal padre una compartecipazione al governo del regno; rientrato in Sassonia, Ottone I disattese le promesse fatte al figlio e a Corrado, per cui i due si ribellarono al re. Corrado fu sconfitto sulle rive della Mosa e dovette abbandonare la Lotaringia e si rifugiò a Magonza. Secondo il Thietmari Merseburgensis episcopi chronicon, sempre, nel 953, mentre Corrado difendeva Magonza il cognato, Liudolfo attaccò il duca di Baviera, Enrico, fratello del re Ottone, che sconfitto, venne cacciato da Ratisbona, capitale del suo ducato. Corrado venne privato del titolo e dei suoi domini in Lotaringia, che vennero invece ceduti al fratello di Ottone, l'arcivescovo Brunone.

### Gli ungari e la morte
Nel 954, gli Ungari, accolti calorosamente da Corrado e Liudolfo, fecero un'incursione, saccheggiando Baviera e Franconia e quando il re convocò tutti i suoi sudditi per difendersi, Corrado accolse l'invito, mentre Liudolfo rifiutò e si ritirò in Baviera, dove, nel 954, Ottone I lo inseguì invase la Baviera, assediò Ratisbona e riportò il fratello Enrico nel suo ducato.
Corrado e Ottone si riconciliarono, quando, nel 955, Ottone dovette affrontare nuovamente gli Ungari. Corrado, ancora secondo il Thietmari Merseburgensis episcopi chronicon, con le sue truppe era andato in soccorso a Ottone, ma, nella Battaglia di Lechfeld, dopo essere stato determinante, per la sua abilità ed il suo coraggio, morì il 10 agosto di quello stesso anno (955 Id Aug" of "Cuonrat dux), come confermano gli Annales Necrologici Fuldenses; anche il Thietmari Merseburgensis episcopi chronicon riporta la morte di Corrado durante la battaglia.

## Teorie sulla morte di Corrado

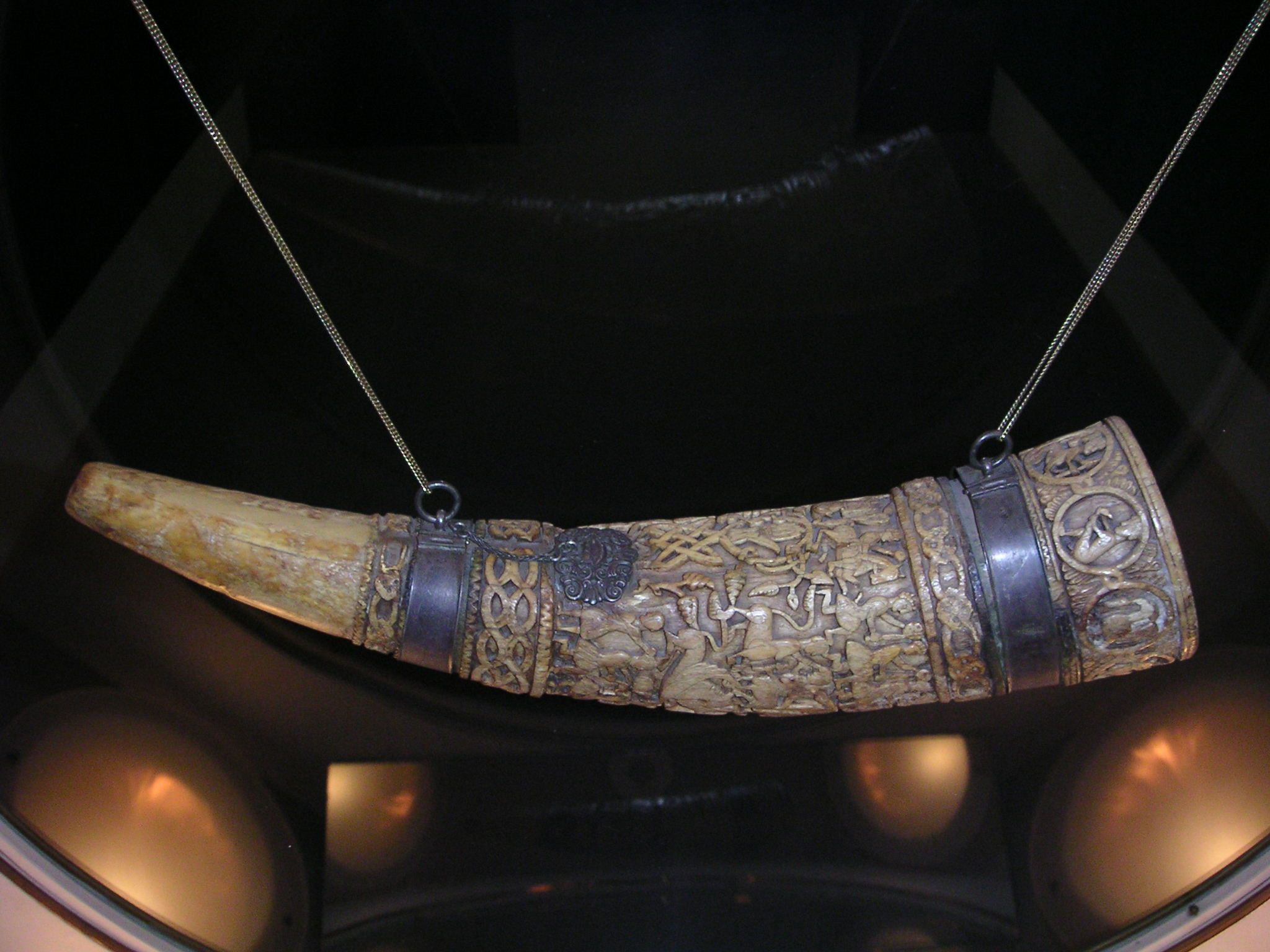
Il Corno di Lehel, esposto nel museo di Jászberény, Ungheria.

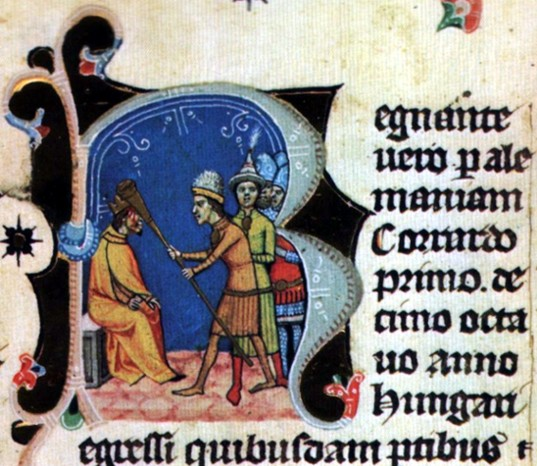
Lehel sta colpendo col suo corno de battaglia Corrado; immagine tratta da un codice Ungherese del XIV secolo.

Secondo gli storici dell'epoca, Il Duca Corrado, venne ucciso in questa battaglia perché, a causa della grande calura, era stato costretto a togliersi parte dell'armatura e venne colpito per questo al collo da una freccia che lo uccise all'istante. Sempre secondo il Thietmari Merseburgensis episcopi chronicon, il corpo di Corrado venne portato a Worms, dove gli vennero tributati grandi onori e, dopo il funerale, venne sepolto nella cattedrale di San Pietro.
La cronaca ungherese invece rammenta che a seguito della Battaglia di Lechfeld, Lehel ed altri condottieri ungari furono portati al cospetto di Corrado il Rosso. Di fronte a Corrado, Lehel chiese, come ultimo desiderio di poter soffiare nel suo corno da battaglia e fu accontentato; ma avvicinatosi a Corrado, lo colpì col corno con grande violenza causandone la morte.

## La vicenda del corpo
Tietmaro riporta anche un episodio alquanto strano sul corpo di Corrado: molto tempo dopo la sua morte, Ottone venne a sapere, mentre era in visita a Merseburgo (la diocesi di Tietmaro, in cui egli probabilmente seppe dell'episodio), che il corpo del duca era stato preso da alcuni slavi a Zwenkau. Ottone volle recuperare il corpo, e venne aiutato da Kuchawiz. L'episodio risulta confusionario, e lo stesso Tietmaro ammette di non aver indagato a fondo sulla vicenda; egli inoltre ammette di non sapere se quegli slavi fossero stati gli uccisori del duca o se avessero trovato «casualmente» il corpo; egli non sa neanche spiegare perché il corpo era a Zwenkau. Essi comunque avevano tentato di occultare il corpo e vennero per questo giustiziati.

## Discendenza
Dal suo matrimonio con Liutgarda, Corrado ebbe un figlio: 
- Ottone di Worms[28] (ca. 950 - 1004), duca di Svevia e Carinzia.

### Letteratura storiografica
- Austin Lane Poole, Germania: Enrico I e Ottone il Grande, in «Storia del mondo medievale», vol. IV, 1999, pp. 84–111